# Ambassade de Finlande en Estonie
L'ambassade de Finlande en Estonie (finnois : Suomen Tallinnan-suurlähetystö, suédois : Finlands ambassad i Tallinn) est située sur la colline de Toompea près du parlement à Tallinn en Estonie.

## Historique
L'Ambassade est formée d'un ensemble de cinq bâtiments. 
Le bâtiment le plus ancien datant des années 1770 .
L'ensemble est terminé dans les années 1850 lorsque le bâtiment principal est terminé. 
Il a été construit, sur les plans de l'architecte George Winterhalter , pour servir de résidence d'hiver au noble germano-balte Bernhard Otto Jakob von Uexküll   le propriétaire du manoir de Vigala.
En 1918, à l' indépendance de l'Estonie les biens de nobles sont répartis entre les paysans et les nobles sont contraints de vendre leurs résidences.
C'est la cas de la famille de Von Uexküll qui est contrainte de quitter la ville. 
En 1922, le bâtiment est acquis par  Konstantin Pats  un des plus notables politiciens de la période de l'indépendance qui en habite une partie et loue le reste.
Les locataires en sont les états de Finlande et de Hongrie qui y installent leurs ambassades.
Plus tard, Pats, est contraint de vendre l'immeuble en raison des difficultés économiques. 
La Finlande l’achète pour 25 millions de Marks estoniens.
En 1993,on restaure les bâtiments de l'ambassade, en creusant pour installer la salle d'archives, on trouve des traces d'une très ancienne présence humaine.
La datation au carbone 14 estimera que les plus anciennes datent du VIIe siècle.
On trouve aussi les restes de l'ancienne fortification datant du XIIIe siècle.
Quand l'URSS prend le pouvoir en Estonie la Finlande est contrainte de quitter la représentation. 
La Hongrie l'avait déjà quitté plus tôt en 1928. 
Le bâtiment sert de dortoir pour les étudiants de l'Université de technologie de Tallinn et d'espace pour la Bibliothèque nationale d'Estonie.
Ils y resteront jusqu'en 1991 quand l'Estonie devient indépendante de l'Union soviétique.
L'État de Finlande y réinstalle alors son ambassade de Tallinn. 
En 1993, le bâtiment est rénové par Käpy et Simo Paavilainen.
L'ambassade se réinstallera en 1966 et l'inauguration a lieu le 12 novembre 1996.